# Bánh mì chuối
Bánh mì chuối là một loại bánh mì (thường là bánh mì ngọt) được chế bến bằng cách nghiền nát chuối và trộn với bột mì rồi nướng theo cách bình thường. Đây là loại bánh mì có độ ẩm, xốp, ngọt, mát và nấu nhanh chóng như bánh mì, nó là loại bánh mì làm nhanh vì không cần qua gia đoạn ủ men. Loại bánh này có thể được xếp vào loại bánh ngọt (cake) hơn là bánh mì. Tuy nhiên một số loại có công thức nấu bánh mì chuối bằng phương pháp lên men bánh mì theo phong cách truyền thống.

## Các loại
- Bánh mì chuối nho khô
- Bánh mì chuối hạt - các loại hạt, mà thường là óc chó và pê-can, được thêm vào công thức.
- Bánh mì chuối chocolate chip - chocolate chip được thêm vào công thức.
- Muffin chuối - bột bánh mì chuối, thên phụ thành phần hoặc không, được chia vào các cốc giấy hay khuôn kim loại chống dính, được nướng thành các phần vừa ăn.

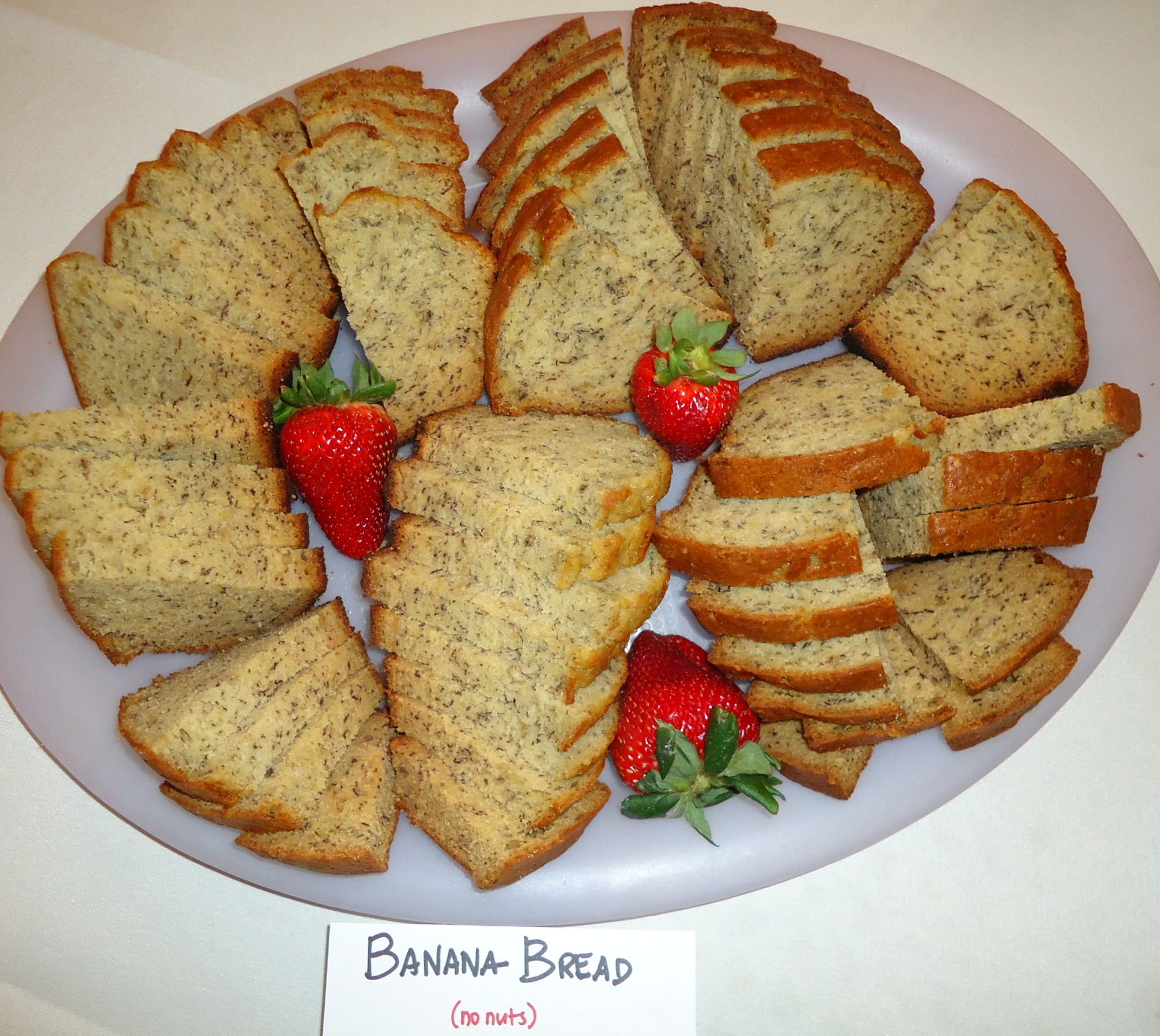
Bánh mì chuối không hạt

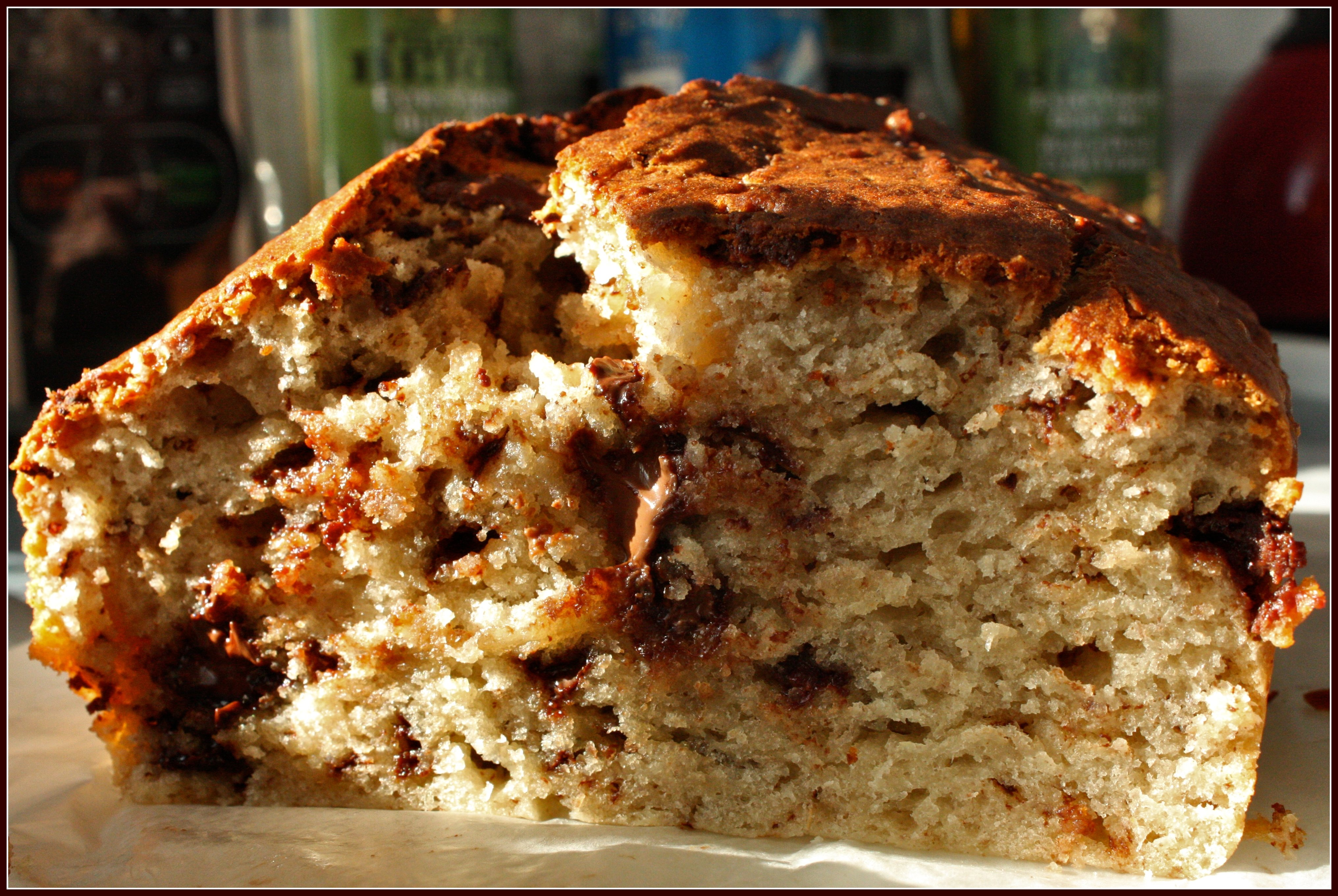
Bánh mì chuối chocolate chip

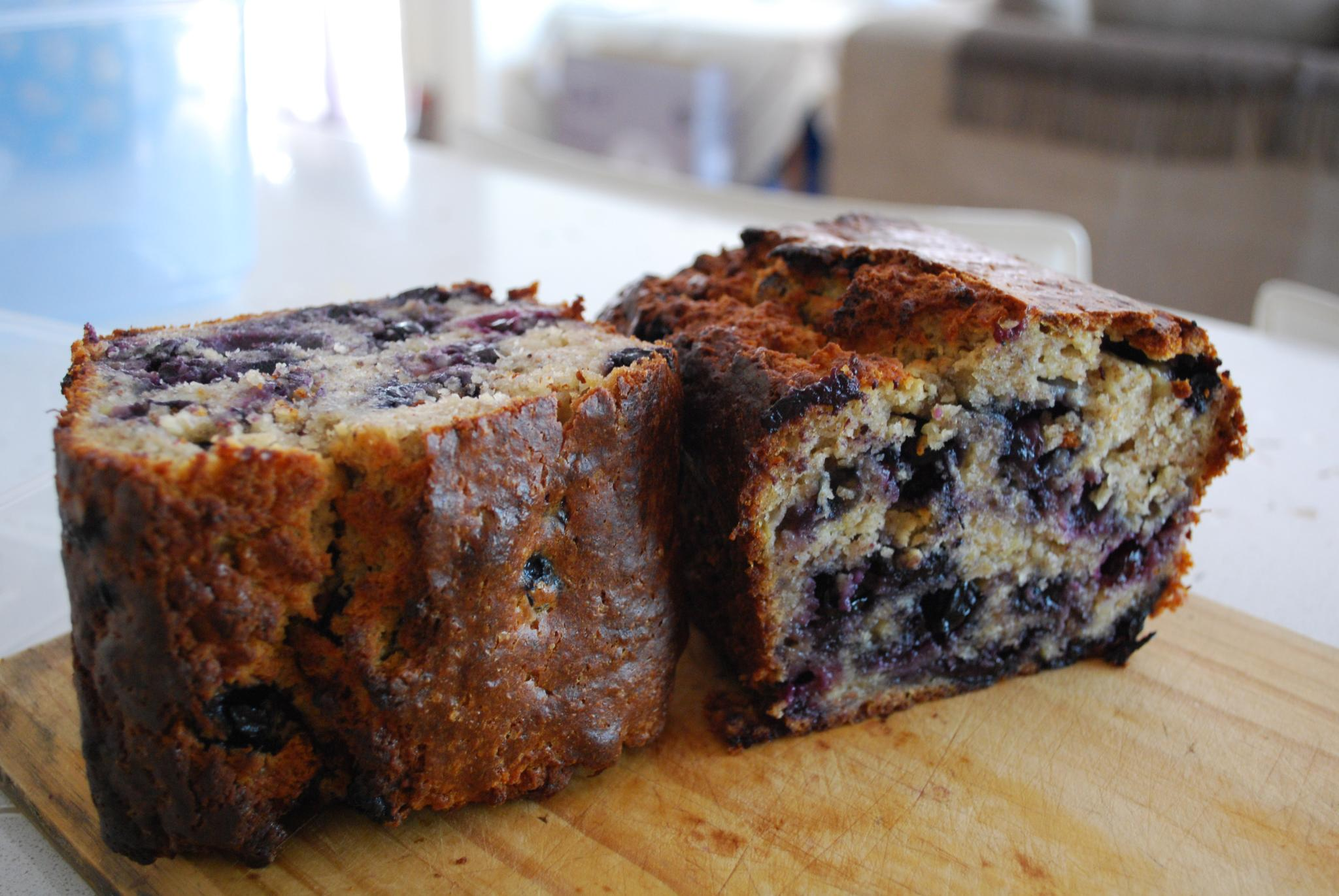
Bánh mì chuối việt quất

## Lịch sử
Bánh mì chuối trở thanh một phần không thể thiếu của các sách nấu ăn Mỹ nhờ sự phổ biến của baking soda và bột nở vào thập niên 1930s. Nó lần đầu xuất hiện trong sách nấu ăn của Pillsbury Balanced Recipes vào năm 1933 , và dần nhận được sự chấp nhận sau sự xuất bản của cuốn Chiquita Banana's Recipes Book vào năm 1950.

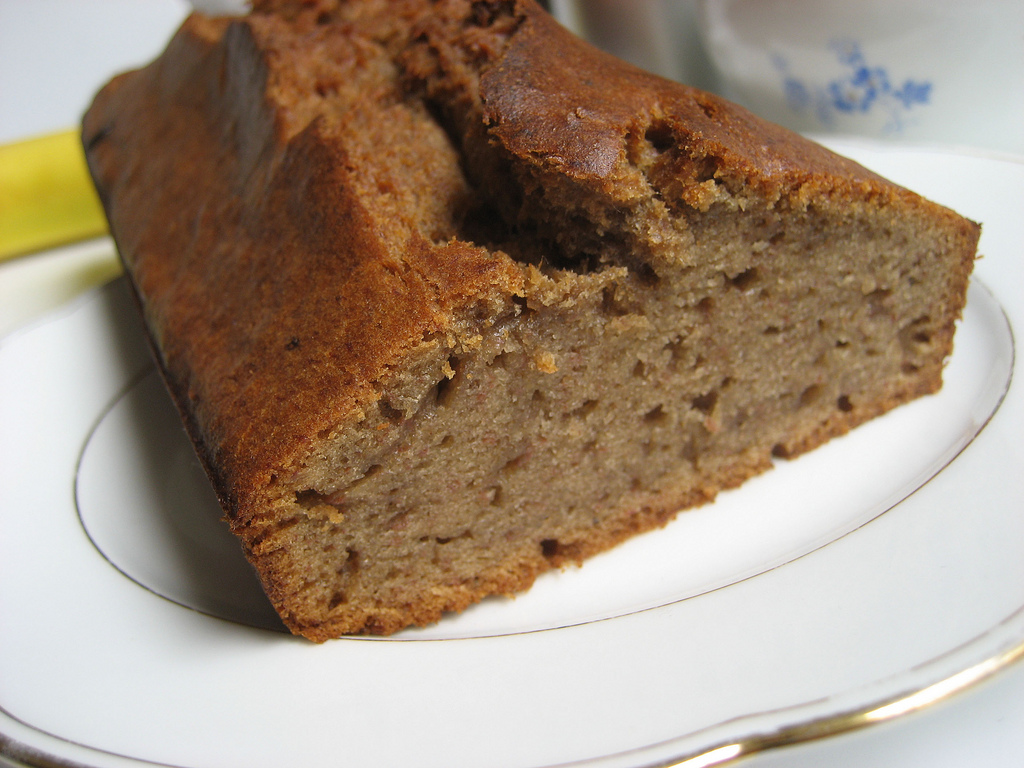
Một đĩa bánh mì chuối

Chuối lần đầu tiên xuất hiện tại Hoa Kỳ vào thập niên 1870s và phải mất một khoảng thời gian nữa thì mới được sử dụng như một nguyên liệu trong đồ tráng miệng.Các công thức bánh mì chuối hiện đại  bắt đầu được xuất bản vào thập niên 1930s và sự phổ biến của nó được nâng đỡ phần lớn nhờ sự giới thiệu của bột nở trên thị trường. Nhiều nhà sử học ẩm thực tin rằng bánh mì chuối là một sản phẩm phụ của cuộc Đại khủng hoảng khi mà các bà nội chợ không muốn vất những trái chuối quá chín (vốn khá đắt đỏ thời bấy giờ), số khác tin rằng bánh mì chuối được phát triển nhờ các nhà bếp kết hợp góp phần quảng bá bột mì và các sản phẩm làm từ bột nở.